# Karma (Fernsehserie)
Karma (koreanischer Originaltitel: 악연; RR: Ag-yeon) ist eine südkoreanische Serie, basierend auf dem gleichnamigen Webtoon von Choi Hee-sun. Die Serie wurde am 4. April 2025 weltweit auf Netflix veröffentlicht.

## Handlung
Die Handlung folgt sechs sehr verschiedenen Menschen, die an einem Wendepunkt in ihrem Leben stehen und sich aus den unterschiedlichsten Gründen auf einen Pfad ohne Wiederkehr begeben, der sie alle in den Abgrund zu reißen droht. Ihre Schicksale sind geprägt von Angst, Verlust, Verzweiflung, Verbissenheit, Rachedurst und Traumata.

## Besetzung und Synchronisation
Die deutschsprachige Synchronisation entstand nach den Dialogbüchern von Tobias J. Becker sowie unter der Dialogregie von Heiko Obermöller durch die Synchronfirma Interopa Film in Berlin.
| Rolle                 | Schauspieler    | Synchronsprecher   |
| --------------------- | --------------- | ------------------ |
| Kim Beom-jun          | Park Hae-soo    | Florian Clyde      |
| Kim Beom-jun (jung)   | Song Geon-hee   | Fabian Kluckert    |
| Lee Ju-yeon           | Shin Mina       | Janin Stenzel      |
| Lee Ju-yeon (jung)    | Shin Do-hyun    | Sarah Tkotsch      |
| Lee Yu-jeong          | Gong Seung-yeon | Katrin Zimmermann  |
| Lee Yu-jeong (jung)   | Choi So-yoon    | Celina Borko       |
| Park Jae-yeong        | Lee Hee-joon    | Tim Knauer         |
| Park Jae-yeong (jung) | Bae Youn-kyu    | Oscar Räuker       |
| Jang Gil-ryong        | Kim Sung-kyun   | Thomas Schmuckert  |
| Han Sang-hun          | Lee Kwang-soo   | Arne Stephan       |
| Baek Ji-hun           | Lee Seo-jun     | Sam Bauer          |
| Hwang Cheol-mok       | Park Ho-san     | Gerrit Schmidt-Foß |
| Kang Yeong-sik        | Im Chul-hyung   | Gerrit Hamann      |
| Kim Nam-jun           | Choi Sung-won   | Christopher Arndt  |
| Lee Mi-rae            | Han Ji-hyo      | Jasmin Arnoldt     |
| Park Dong-sik         | Choi Hong-il    | Bernd Vollbrecht   |
| Park In-seok          | Shin Mun-sung   | Viktor Neumann     |
| Yang Yong-seon (jung) | Park Sang-eun   | Philip Süß         |
| Yoon Jeong-min        | Kim Nam-gil     | Tobias Nath        |
| Äbtissin              | Kim Young-ah    | Agnes Hilpert      |
| Autofahrer            | Shin Joo-hwan   | Carlos Fanselow    |
| Betriebsleiter        | Song Ho-beom    | Mirko Böttcher     |
| Camperin              | Han Yu-eun      | Özge Kayalar       |
| Chang-seop            | Kim Kyung-min   | Ricardo Richter    |
| Gemeindemitglied      | Park Mi-hyun    | Marion Musiol      |
| Kommissar Choi        | Nam Yoon-ho     | Armin Schlagwein   |
| Kredithai             | Cho Jin-woong   | Tim Moeseritz      |
| Mechaniker            | Kang Deok-joong | Alex Friedland     |
| Patientin             | Byun Yoon-jeong | Marion Musiol      |
| Range-Rover-Fahrer    | Kwon Da-ham     | Tim Sander         |
| Schüler #1            | Ham Sung-min    | Vincent Borko      |
| Schüler #2            | Bae Jae-young   | Carlos Fanselow    |
| Schüler #3            | Jo Yeon-woo     | Nicolas Rathod     |
| Tante                 | Seo Ji-young    | Julia Blankenburg  |
| Youtuber              | Lee Tae-hyung   | Uve Teschner       |

## Episodenliste
| Nr.                                                                         | Deutscher Titel                         | Originaltitel      |
| --------------------------------------------------------------------------- | --------------------------------------- | ------------------ |
| 1                                                                           | Der Mann mit den Kredithai-Schulden     | 사채 빚의 남자     |
| 2                                                                           | Der Mann, der eine Leiche beseitigte    | 시체를 유기한 남자 |
| 3                                                                           | Die Sünder                              | 죄 지은 자들       |
| 4                                                                           | Die in der Vergangenheit gefangene Frau | 상처받은 여자      |
| 5                                                                           | Zurückspulen                            | 시간역행           |
| 6                                                                           | Karma                                   | 악연               |
| Am 4. April 2025 wurden alle Episoden der Serie bei Netflix veröffentlicht. |                                         |                    |